# Santa Rosa de Lima, Veracruz
Santa Rosa de Lima är en ort i Mexiko.   Den ligger i kommunen Papantla och delstaten Veracruz, i den sydöstra delen av landet, 230 km nordost om huvudstaden Mexico City. Santa Rosa de Lima ligger 75 meter över havet och antalet invånare är 300.
Terrängen runt Santa Rosa de Lima är platt, och sluttar norrut. Runt Santa Rosa de Lima är det ganska tätbefolkat, med 179 invånare per kvadratkilometer. Närmaste större samhälle är Poza Rica de Hidalgo, 17,4 km sydväst om Santa Rosa de Lima. Trakten runt Santa Rosa de Lima består till största delen av jordbruksmark.